# Berecci-Tor

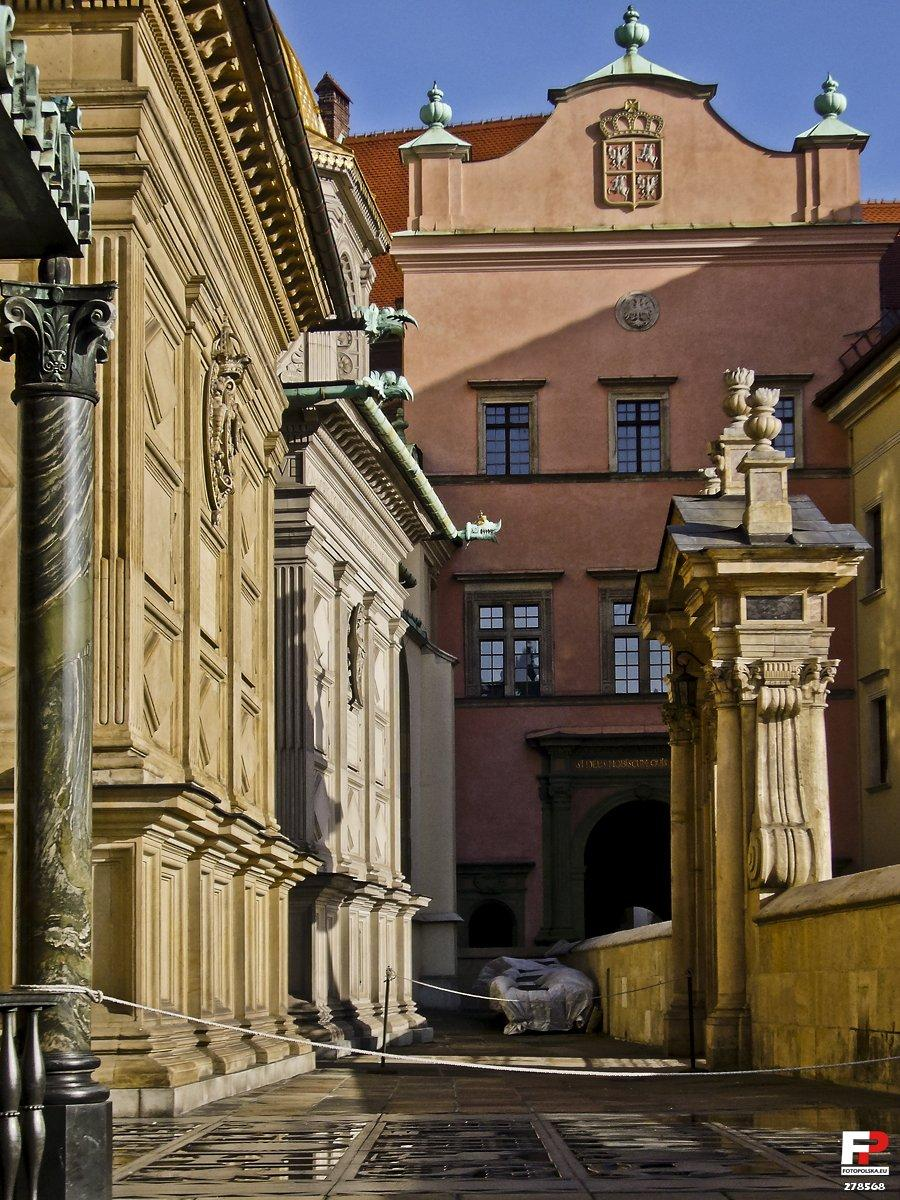
Berecci-Tor, Außenansicht

Das Berecci-Tor (poln. Brama Bartłomieja Berrecciego) ist ein historisches Gebäude auf dem Wawel in der Altstadt von Krakau in unmittelbarer Nähe zur Wawel-Kathedrale. Es führt in den Arkadenhof des Königsschlosses.

## Geschichte
Das Tor wurde Anfang des 16. Jahrhunderts nach Plänen des italienischen Baumeisters Bartolommeo Berrecci errichtet. Auftraggeber war der polnisch-litauische König Sigismund der Alte. Das Eingangsportal wird von der Inschrift SI DEUS NOBISCUM QUIS CONTRA NOS und den drei Wappen Polens, Litauens und der Sforza geziert. Bona Sforza war die Ehefrau von Sigismund dem Alten. Über dem Tor befand sich eine Renaissance-Attika, die im 18. Jahrhundert durch eine klassizistische ersetzt wurde. Die Fresken von 1534 stammten von Hans Dürer, dem Bruder von Albrecht Dürer, und stellten den Heiligen Wenzel und den Heiligen Florian dar. Die Plastiken waren mit LIBERTAS, RELIGIO, IVSTITIA und FORTITUDO unterschrieben. Das Tor wurde Anfang des 18. Jahrhunderts erneuert. 1736 wurde die Fassade übermalt. Der gotische Adler über dem Tor von 1370 stammt ursprünglich aus dem Königspalast in Łobzów. Im Durchgang gibt es noch Wappen Polens, Litauens und der Sforza, die auf Bartolommeo Berrecci zurückgehen. Die Rosetten stammen ebenfalls noch von Berrecci und Francesco Fiorentino.